# Сварц, Карл
Карл Сварц (швед. Carl Swartz; 15 июня 1858, Норрчёпинг — 6 ноября 1926, Стокгольм) — шведский политик, премьер-министр страны с 30 марта по 19 октября 1917 года.

## Биография
Родился в семье владельца табачной фабрики «Petter Swartz», основанной одним из его предков в 1751 году. Получил высшее юридическое образование: с 1877 по 1878 год учился в Боннском университете им. Фридриха Вильгельма, с 1879 по 1881 год — в Уппсальском университете, получив учёную степень в 1880 году.
После окончания учёбы работал управляющим на отцовской табачной фабрике. С 1883 по 1906 год был директором норрчёпингского банка «Sparbank» и с 1888 по 1906 год — также директором расположенного в том же лене банка «Enskilda Bank»; при этом в 1900 году был избран депутатом риксдага от Норрчёпинга и сохранял мандат до 1921 года. В 1906 году стал министром финансов в кабинете Арвида Линдмана и занимал эту должность до 7 октября 1911 года. В период пребывания на посту инициировал ряд реформ, в том числе повышение подоходного налога и налога на имущество. После слияния нескольких групп правых в риксдаге он стал заместителем председателя, а затем членом правления новосозданной Национальной партии (Första kammarens nationella parti). Параллельно с 1912 по 1917 год был председателем правления частного в те годы Центрального банка Швеции (Sveriges Centralbank). Во время Первой мировой войны с 1915 по 1917 год возглавлял комитет по снабжению. В конце 1916 года некоторое время был ректором Уппсальского университета.
После отставки правительства Яльмара Хаммаршельда из-за внешнеполитического давления и внутренних беспорядков Сварц 30 марта 1917 года был назначен премьер-министром. На этом посту принял меры для смягчения последствий глубокого экономического и политического кризиса в стране; одним из первых решений стал запрет выводить на улицы городов вооружённые отряды «буржуазного ополчения» во время первомайской демонстрации после обещания руководства Социал-демократической партии о недопущении беспорядков. В мае 1917 года заключил соглашение с Великобританией, в результате которого 33 шведским кораблям было разрешено покинуть английские и американские порты и вернуться в Швецию. Ушел в отставку 19 октября 1917 года, а также договорился с державами Антанты о поставках продовольствия в страну. Важнейшим его решением на посту премьер-министра стало принятие требований Социал-демократической и Либеральной партий о введении всеобщего избирательного права (в том числе для женщин) и отмены 40%-го порога на местных выборах; король Густав V утвердил эти требования.
На досрочных выборах Сварц потерял значительное число голосов своих сторонников из-за разразившегося скандала, связанного с махинациями на чёрном рынке, в которые был вовлечён его сын, и 19 октября 1917 года был вынужден уйти в отставку с поста премьер-министра, однако продолжил политическую карьеру до конца жизни; в 1922—1926 годах, в частности, был депутатом риксдага от Эстергётланда.
Завещал после своей смерти превратить свой особняк в музей и библиотеку.